# Diglossa humeralis
El pinchaflor negro (en Ecuador y Perú) (Diglossa humeralis), también denominado diglosa negra (en Colombia), picaflor negro (en Colombia) o roba néctar negro y gris (en Venezuela), es una especie de ave paseriforme de la familia Thraupidae, perteneciente al numeroso género Diglossa. Es nativo de regiones andinas y adyacentes del noroeste de América del Sur.

## Distribución
Se distribuye de forma disjunta a lo largo de la cordillera de los Andes desde el extremo oeste de Venezuela (sur de Táchira), hacia el sur por las tres cadenas de Colombia, por Ecuador, hasta el norte de Perú (norte de Cajamarca), también en la Serranía del Perijá (frontera del noroeste de Venezuela con el noreste de Colombia) y en la Sierra Nevada de Santa Marta en el norte de Colombia.
Esta especie es considerada generalmente común en sus hábitats naturales: las áreas arbustivas, bordes de selvas húmedas montanas y jardines, en altitudes entre 2500 y 4000 m, puede llegar hasta los 4500 m en Ecuador.

## Sistemática

### Descripción original
La especie D. humeralis fue descrita por primera vez por el zoólogo británico Louis Fraser en 1840 bajo el  nombre científico Agrilorhinus humeralis; su localidad tipo es: «Santa Fe de Bogotá, Colombia».

### Etimología
El nombre genérico femenino Diglossa proviene del griego «diglōssos» que significa de lengua doble, que habla dos idiomas; y el nombre de la especie «humeralis» del latín moderno y significa «de los hombros».

### Taxonomía
Los amplios estudios filogenéticos recientes demuestran que la presente especie es hermana de Diglossa gloriosa, y el par formado por ambas es hermano de Diglossa brunneiventris, y este clado es próximo a Diglossa carbonaria. Las cuatro especies que integran este clado monofilético ya fueron consideradas conespecíficas (grupo carbonaria).

### Subespecies
Según las clasificaciones del Congreso Ornitológico Internacional (IOC) y Clements Checklist/eBird v.2019 se reconocen tres subespecies, con su correspondiente distribución geográfica:
- Diglossa humeralis nocticolor Bangs, 1898 – Sierra Nevada de Santa Marta y Serranía del Perijá.
- Diglossa humeralis humeralis (Fraser), 1840 – Andes orientales de Colombia y suroeste de Venezuela (Páramo de Tamá).
- Diglossa humeralis aterrima Lafresnaye, 1846 – Andes occidentales y centrales de Colombia hasta Ecuador y noroeste de Perú.